# Ino Zimmermann
Ino Zimmermann (* 18. Oktober 1925 in Köln; vollständiger Name: Ingelore Zimmermann) ist eine deutsche Grafikerin und Illustratorin.

## Leben und Werk
Ino Zimmermann gehörte von 1945 bis 1949 zu den ersten Studenten der Akademie für Grafik und Buchkunst, der späteren Hochschule für Grafik und Buchkunst Leipzig. Ihre wichtigsten Lehrer waren Ernst Hassebrauk und Egon Pruggmayer. Sie arbeitete dann als freischaffende Künstlerin in Leipzig und gehörte von 1952 bis 1990 dem Verband Bildender Künstler der DDR und danach dem Bund Bildender Künstlerinnen und Künstler Leipzig (BBKL) an. Ino Zimmermann illustrierte für kirchliche Verlage, insbesondere den St. Benno-Verlag Leipzig, die Evangelische Verlagsanstalt Berlin, den Merseburger Verlag und den Bernward-Verlag Hildesheim eine bedeutende Zahl von Büchern. Dabei arbeitete sie mit ihrem Ehemann Paul Zimmermann zusammen, wobei sie die Bilder und ihr Mann vor allem die Textgestaltung übernahm.
Ino und Paul Zimmermann haben zwei Töchter, Petra Maria Zimmermann und die Malerin Bettina Zimmermann (* 1957).

## Ausstellungen (unvollständig)
- 1974, 1979 und 1985: Leipzig, Bezirkskunstausstellungen
- 1979: Berlin, Ausstellungszentrum am Fernsehturm („Buchillustrationen in der DDR. 1949 – 1979“)
- 1984, 1988 und 1992: Brno, Internationale Biennale für Grafikdesign
- 1987/1988: Dresden, X. Kunstausstellung der DDR
- 1987: Leipzig, Klub & Galerie Nord („Die Roßlauer Straße stellt aus. Reinhard Bernhof, Käte Müller, Gerald Müller-Simon, Ursula Walch, Hans-Joachim Walch, Ino Zimmermann, Paul Zimmermann“)
- 1992: Holzminden, 1. Ausstellung des BBKL